# Castello Orsini-Colonna
El Castello Orsini-Colonna (en español "Castillo Orsini-Colonna") se encuentra en la ciudad italiana de Avezzano (en la provincia de L'Aquila, región Abruzos).

## Historia
Castello Orsini fue construido en 1490 por Virginio Orsini y en 1565 fue adaptada por Marcantonio Colonna en residencia fortificada.
En 1915 fue profundamente dañado por un terremoto. Tras su restauración, ahora se utiliza como galería de arte y espacio multifuncional.

## Características
El edificio cuadrado está protegido por cuatro torres circulares en cada esquina. Una torre circular estaba en el medio del patio interno, ahora demolida.
El castillo tenía un foso y un puente levadizo. La entrada principal actual fue construida por la familia Colonna para celebrar la batalla de Lepanto.